# أمي (مسلسل 2025)
أمي، مسلسل تلفازي سعودي، أُنتج وعُرض على قناة (إم بي سي) عام 2025، كتبه فاروق الشعيبي، وأخرجه جودت مرجان. وهو النسخة العربية من الدراما التركية التي تحمل نفس الاسم. بطولة تركي اليوسف، والعنود سعود، وزهرة عرفات، ورنا جبران، ⁠⁠وسناء بكر يونس، وفايز بن جريس، و⁠⁠نايف الظفيري، وترف العبيدي.

## القصة
تتعرض الطفلة بسمة للعنف المنزلي والإهمال من قبل والدتها، في يوم من الأيام بعد ملاحظة معلمتها مريم، المشاكل التي تمر بها بسمة. تتخذ قراراً جريئا بإنقاذ بسمة بالهروب معها وتربيتها لمنحها حياة أفضل.

## الممثلون
- العنود سعود بدور ( مريم الصخيباني )
- رنا جبران بدور ( سهام شاكر )
- زهرة عرفات بدور ( فاطمة القاشي - أم مريم الحقيقية )
- سناء بكر يونس بدور ( المحامية نورة الفويجان )
- فايز بن جريس بدور ( الرائد مازن )
- نايف الظفيري بدور ( الصحفي عامر الدوش )
- تركي اليوسف بدور ( عبيد عبسان )
- ترف العبيدي بدور ( بسمة / حلا )
- ريم العلي بدور ( رزان الصخيباني )
- همس بندر بدور ( لمار الصخيباني )
- أسمهان توفيق بدور ( أم سالم الصخيباني )
- ليلى السلمان بدور ( سلوى / أم عبيد )
- عهود السامر بدور ( بدرية )
- بدر محسن بدور ( عبدالعزيز )
- عزيز بحيص بدور ( عماد )
- أبرار الفيصل بدور ( منى )
- عبد العزيز المبدل بدور ( أبو تركي )
- نذير غليون بدور ( مقرن )
- غادة الملا بدور ( عواطف / أم سند )
- لطيفة المجرن بدور ( رقية / أم مقرن )
- طيف سعد بدور ( منيرة )
- متعب القميزي بدور ( الرائد سالم )
- مروة علي بدور ( المرشدة الاجتماعية مشاعل )
- نغم المالكي بدور ( نجاة )
- نور حسين بدور ( هيفاء )
- سارة الجابر بدور ( الخالة خديجة )
- عبدالرحيم الشربجي بدور ( نايف )
- وائل غازي بدور ( فالح )
- رضوى مزين بدور ( هند )

## الإنتاج
صور المسلسل في المملكة العربية السعودية بالعاصمة الرياض، وقد عملت على إنتاجه شركة الانتاج التركية ميديابيم التي أنتجت النسخة التركية، وأنتج بتنسيق مع مجموعة إم بي سي.